# Maurici
|  | Per a altres significats, vegeu «Maurici (emperador)». |

La República de Maurici és un estat africà situat a l'oceà Índic sud-occidental, a uns 900 km a l'est de Madagascar. Aquest Estat té una superfície de 2.040 km², el 91% de la qual pertany a l'illa Maurici i la resta a illes més petites, que inclouen les illes de Saint Brandon, Rodrigues i Agalega.
Maurici forma part de les illes Mascarenyes, juntament amb l'illa francesa de la Reunió, situada 200 km al sud-oest.

## Història
L'illa va ser descoberta per Portugal el 1505. Va ser progressivament colonitzada per holandesos, francesos i britànics fins a la seva independència el 12 de març de 1968. La gran presència de mà d'obra de l'Índia (fruit de l'abolició de l'esclavitud, que va fer que molts africans abandonessin les plantacions) fa que aquest país tingui una forta influència cultural a l'illa.

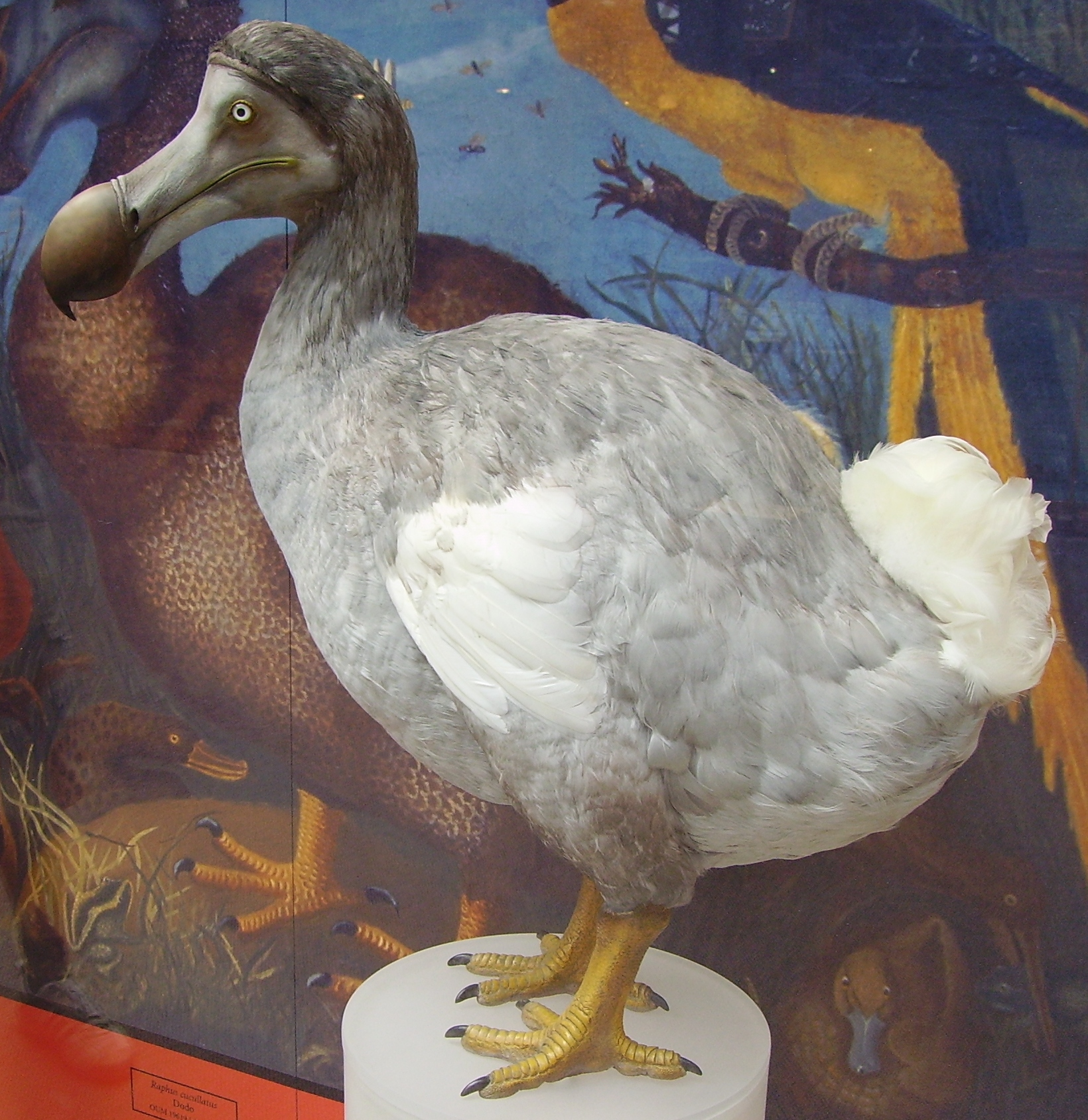
Dodo

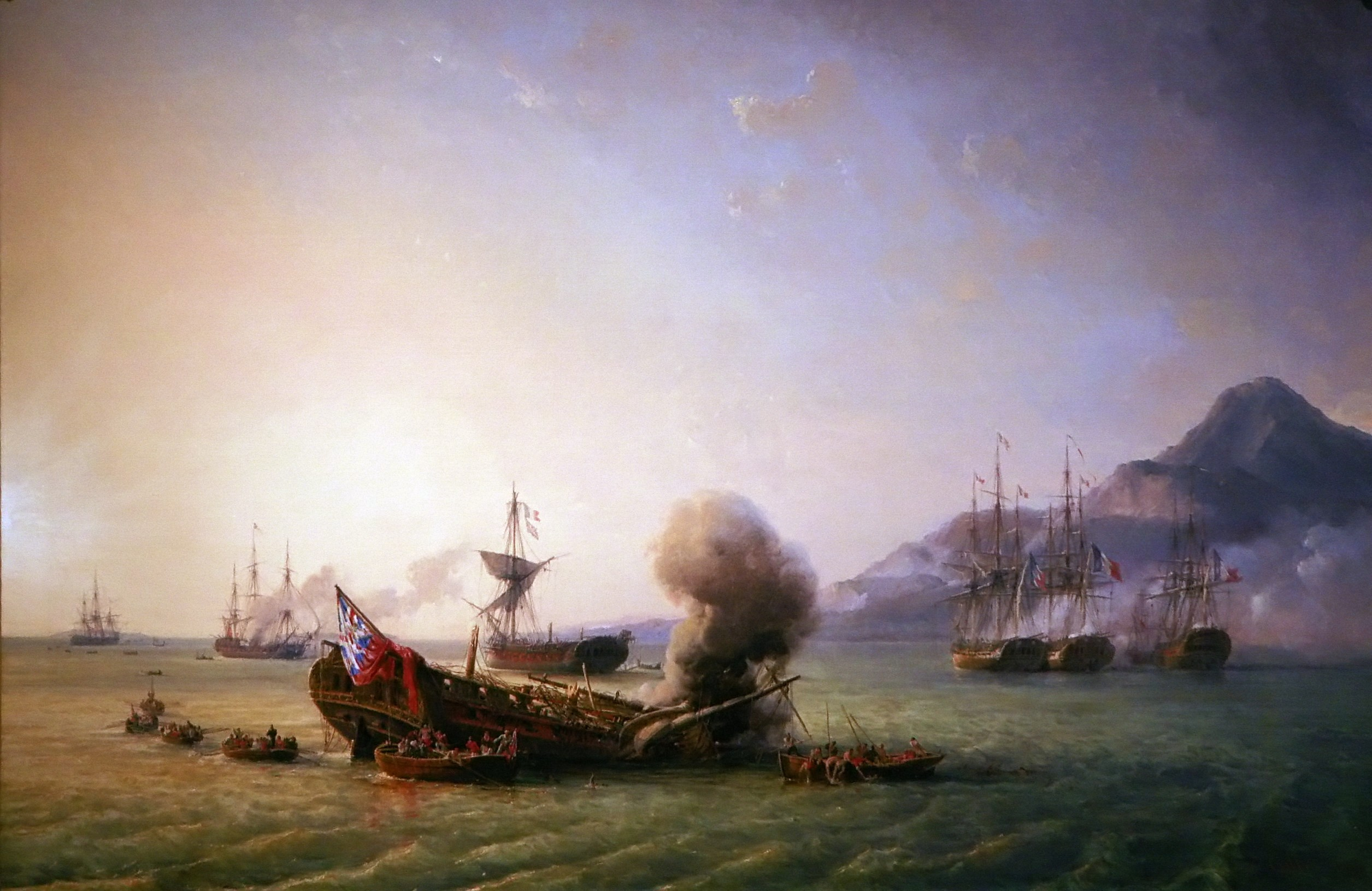
La Batalla de Grand Port

El 30 de juliol de 1638 s'hi va instal·lar la primera colònia d'holandesos, que només van quedar-s'hi uns 72 anys, fins més o menys el 1710, ja que consideraven el Cap, a Sud-àfrica, molt més interessant a nivell estratègic i econòmic. A més a més, sembla que van ser ells els culpables de l'extinció del dodo, la mascota nacional de l'illa.
El 1715, els francesos s'hi van instal·lar. El període francès durà fins a 1810. La van canviar de nom a Isle de France (Illa de França). La colonització francesa fou més significativa en el desenvolupament de l'illa perquè els colons francesos van portar una comunitat humana estable al país i, per tant, els avantpassats dels habitants d'avui: els colons de França, els esclaus de l'Àfrica i els asiàtics principalment de territoris de l'Índia i de la Xina que formaven part de l'imperi colonial francès d'aleshores.
Després de la Revolució Francesa, les prioritats de França respecte a les necessitats de les seves petites colònies canviarà. Abandonada per la seva metròpoli, l'única manera de satisfer les seves necessitats serà incentivar les activitats de corsaris contra els vaixells mercants anglesos que abocaran les seves captures a les botigues de Port del Nord-oest (ara anomenat Port-Louis).
Davant aquesta amenaça per al comerç britànic amb l'Índia, els britànics van decidir actuar en contra d'aquell "niu de corsaris". El capità general Decaen resistirà els embats dels anglesos fins al 3 de desembre de 1810. Malgrat la seva victòria a la Batalla de Grand Port (única victòria naval napoleònica) es va perdre la colònia i ell va ser l'últim governador francès.
El 1814, següent els acords del Tractat de París, l'illa Maurici esdevé colònia britànica. El primer governador britànic, serà Sir Robert Farquhar, que es compromet amb de colons de l'illa de respectar els usos i costums existent.
Ara bé, l'any 1807, el parlament britànic havia abolit el tràfic d'esclaus, practica encara corrent sobre l'illa, i calia doncs trobar una solució satisfactòria pels propietaris agrícoles. Després moltes dificultats, els esclaus van ser definitivament alliberats l'any 1839. Per substituir la mà d'obra perduda, el governador britànic va autoritzar als propietaris de plantacions de portar treballadors "compromesos" de l'Índia, de la Xina, del Moçambic i de Madagascar. Aquests treballadors no seran tractats millor que els esclaus.
El passat colonial de l'illa es reflecteix avui en la seva diversitat lingüística, ja que s'hi parla l'anglès, idioma oficial del país, i el francès, així com d'altres llengües minoritàries com el crioll i el bhojpuri, d'origen indi.

### Independèncìa
Les eleccions de 1947 per a l'Assemblea Legislativa de nova creació marquen els primers passos de Maurici cap a l'autogovern, i van ser guanyades pel Partit Laborista, encapçalada per Guy Rozemont. Per primera vegada les elits francòfones van ser expulsades del poder.
Una campanya per la independència s'inicià impuls de 1961, quan els britànics van permetre addicionar autogovern i l'eventual independència. Una coalició formada pel Partit Laborista de Maurici (MLP), el Comitè d'Acció Musulmà(CAM) de Sir Abdul Razack Mohammad, i el Bloc Cap a la independència (IFB - sigla del anglés Independent Forward Bloc) - un grup hindú tradicionalista - va obtenir la majoria en les eleccions de 1967 a l'Assemblea Legislativa, malgrat l'oposició dels partidaris de Franco-Maurici i criolls del Partit Social Democràtica (PMSD)de Sir Gaetan Duval i el Jules Koenig .
El resultat va ser interpretat localment com un referèndum sobre la independència. La victòria en les eleccions s'aconseguí per un petit marge i en ella la circumscripció 15 va ser clau per a la victòria de la coalició independentista. L'aliança liderada pel MLP va ser capaç de guanyar aquesta circumscripció gràcies al suport de la CAM. el líder del MLP, Sir Seewoosagur Ramgoolam, un metge molt popular que va ajudar enormement els pobres i els treballadors del país i va ser el principal ministre del govern colonial, es va convertir en el primer ministre del govern després de la independència, el 12 de març de 1968. Aquest esdeveniment va estar precedit per un període de lluites ètniques, que va ser controlat amb l'ajut de les tropes britàniques i que van produir al voltant de 300 morts.
Maurici es va convertir en un estat independent en 1968, amb Elisabet II com a reina de Maurici, representada com a cap d'estat pel governador general. L'últim governador, Sir John Rennie Shaw va continuar com el primer governador general fins al 27 d'agost de l'any 1968.
En 1969 es va fundar el Moviment de Militància Mauricià (MMM) amb Heeralall Bhugaloo com a president i Paul Bérenger com a secretari. El MMM va guanyar el seu primer diputat en una elecció en la circumscripció número 5, va ser Dev Virasawmy. Fins a 1982, Sir Seewoosagur Ramgoolam va ser primer ministre, en una coalició del seu partit MLP amb el PMSD de Duval. El 1982, la coalició del MMM i el Partit Socialista Mauricià (PSM) va arribar al poder amb una victòria electoral aclaparadora amb Sir Anerood Jugnauth QC com a primer ministre i amb Harish Boodhoo el vice-primer ministre. La coalició es va dividir el 1983, amb la formació d'un nou partit, el Moviment Socialista Mauricià (MSM) liderat pel Sir Anerood Jugnauth QC amb diputats dels dos partits anteriors. El MSM es va convertir en el partit de govern, amb Jugnauth com a primer ministre y el MMM i el PSM es van convertir en partits de l'oposició. Posteriorment Sir Seewoosagur Ramgoolam va ser nominat com a governador general.
Després de la mort de Sir Seewoosagur Ramgoolam, el va substituir Sir Satcam Boolell, i després el fill únic de Sir Seewoosagur Ramgoolam, el Dr. Navin Ramgoolam, un líder carismàtic, un metge i llicenciat en dret, com a líders de la MLP. No obstant això,el MLP i el PMSD van ser derrotats en les eleccions de 1991, en què va ser re-elegit Sir Anerood Jugnauth QC amb una coalició MMM / MSM.
En 3 d'octubre de 2024 el govern britànic de Keir Starmer va acordar la cessió de l'arxipèlag de les Chagos a Maurici i el manteniment de la base militar estatunidenca de Diego Garcia, tancant dècades de disputes.

## Política
L'Illa Maurici és una democràcia estable amb eleccions lliures regulars i un historial positiu de drets humans, el país ha atret inversió estrangera considerable i s'ha guanyat una de les més altes ingressos per capita d'Àfrica.
Després de la seva independència el 12 de març de 1968, Maurici es va unir a les Nacions Unides el 24 d'abril de 1968 com el 124è Membre. Des del primer moment, Maurici va adoptar una política de participació activa en les relacions internacionals sense alineant-se amb cap bloc, en particular a la fractura est-oest vigent en aquell moment.
La política de Maurici es porta a terme en el marc d'una representació parlamentari basat en el model del sistema de parlament democràtic de Westminster. El poder parlamentari es divideix entre dues posicions: el President i l'Assemblea Nacional. El president és el cap d'Estat i el primer ministre és el cap de govern que és assistit per un Consell de Ministres. Maurici té un sistema multipartidista. El poder executiu és exercit pel Govern. El poder legislatiu és exercit pel Govern i l'Assemblea Nacional.

## Geografia

mapa topogràfic

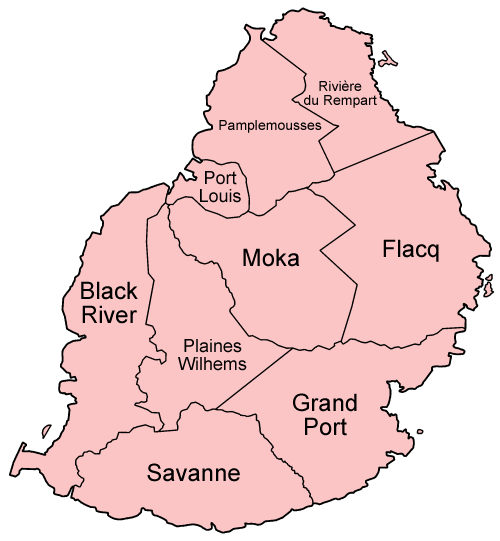
mapa de districtes

En El viatge del Beagle, Darwin escriurà sobre Maurici : "El paisatge pot ser descrit com de caràcter intermedi entre la de les Illes Galápagos i de Tahití, però això va a transmetre una idea definida a molt poques persones. És un país molt agradable, però no té els encants de Tahití, o la grandesa del Brasil."
El país es troba al sud-oest de l'oceà Índic, entre 19° 50′ i 20° 32′ de latitud sud i entre 57° 18′ i 57° 46,5′ de longitud Orient. La Reunió, una illa francesa, és a 200 km al sud-oest i Rodrigues, una illa que forma part del territori de Maurici, a 600 quilòmetres a l'est nord-est.
Maurici és una Illa volcànica que té una superfície de 1.860 km² i està formada per un altiplà central que augmenta gradualment cap al sud-oest, on assoleix el punt més alt de 828 metres en "Piton de la Rivière Noire". Aquest altiplà encara està envoltada amb el qual queda del cràter primitiu en forma d'una cadena de muntanyes.
Maurici té una línia costanera de 200 km amb 243 km² de zona de la llacuna envoltada per 150 quilòmetres d'un escull de corall que envolta gairebé per complet l'illa, excepte en les desembocadures dels rius, principalment situats en les costes sud i oest.
Maurici està dividida en nou districtes CC que consisteixen en diferents ciutats, pobles i llogarets. L'illa de Rodrigues solia ser el desè districte del país abans que guanyés un estatut d'autonomia a l'octubre de 2002.

## Economia

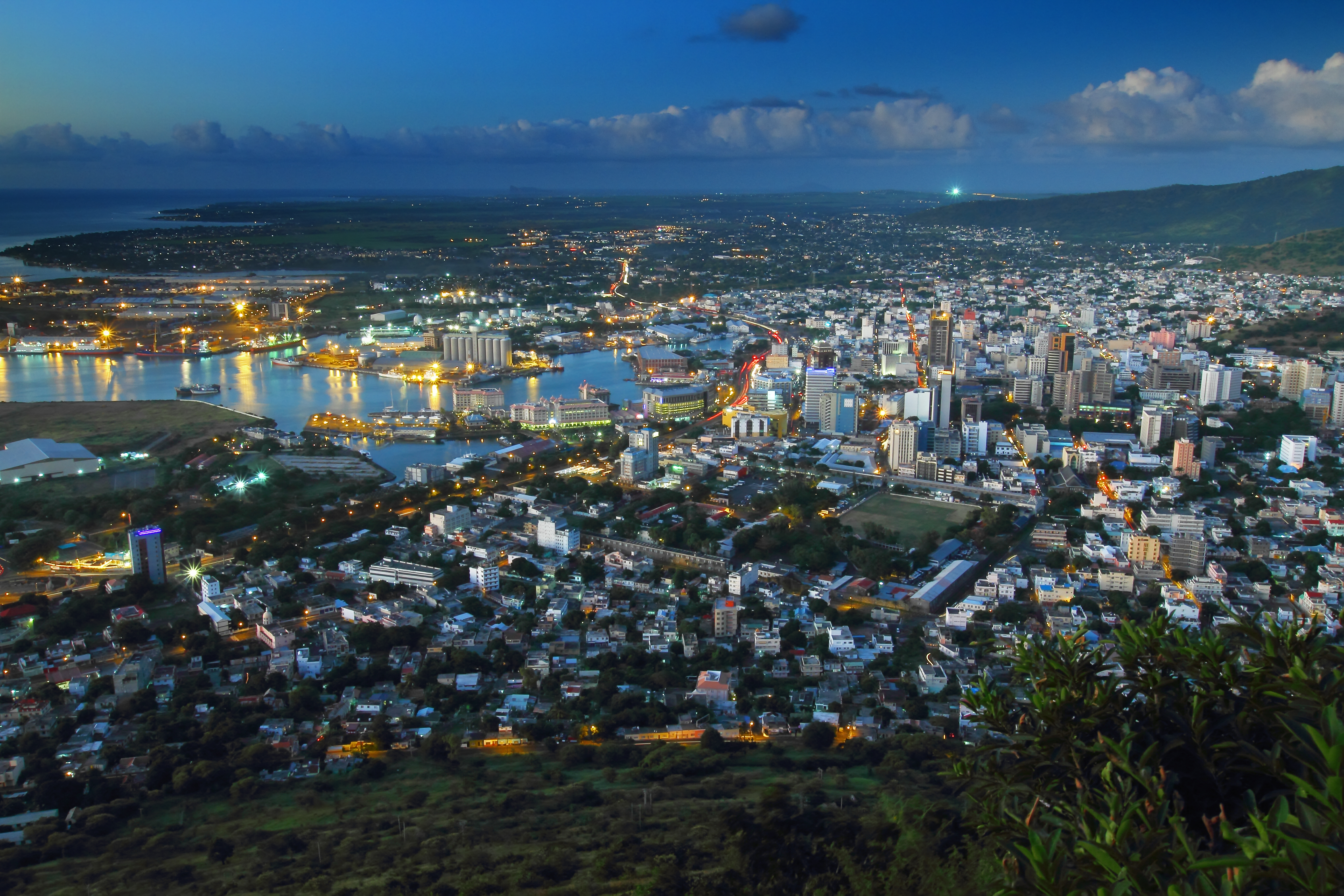
Port-Louis

L'illa basa la seva economia en l'agricultura (els principals productes són el sucre i el te) i el turisme de luxe. És un bon lloc per a les inversions estrangeres perquè s'acosta als paradisos fiscals quant als impostos. Nombroses marques (sobretot tèxtils) han establert cadenes a Maurici. Les grans inversions en infraestructures i internet afavoreixen aquesta implantació.
L'economia té un creixement que separa el país dels altres estats de la regió. Els seus socis comercials més importants són l'Índia i Madagascar. Hi ha grans desigualtats socials. El desenvolupament afecta sobretot les àrees costaneres i les grans ciutats, mentre que els pobles de l'interior són força més pobres.
Cada any, la Fundació Heritage publica l'Índex de Llibertat Econòmica en col·laboració amb el Wall Street Journal. El 2014 va ser classificat vuitè a nivell mundial. La fundació va descriure l'illa com un líder regional en la llibertat econòmica. Amb regulacions eficients i transparents per sostenir un entorn empresarial dinàmic i donar suport al desenvolupament econòmic diversificat. Un règim de comerç obert i els drets de propietat relativament ben protegits reforcen encara més el compromís de l'economia de l'illa en el comerç global.

## Demografia

Piràmide de població de Maurici segons cens 2011

L'estimació de la població (l'1 de juliol de 2012) per a tota la República és 1.291.456, dels quals 1.253.000 habiten l'illa Maurici i 38.167 corresponen a l'illa Rodrigues, mentre que Agalega i Sant Brandon tenen una població estimada de 289. La població femenina superava en nombre a la població masculina en prop de 19.430.
Predomina l'hinduisme, seguit del cristianisme (per la tasca dels missioners) i l'islam. Algunes religions africanes tenen presència a l'illa. La població és força creient, cosa que es manifesta en la multitud de temples a cada poble i en els molts ritus de la vida quotidiana.
La vida gira entorn les grans ciutats: Port-Louis, Beau Bassin–Rose Hill,Vacoas–Phoenix,Curepipe i Quatre-Bornes. La xarxa de carreteres és suficient per a una bona comunicació entre els diferents pobles.

## Cultura

### Llengües
La llengua oficial de Maurici és l'anglès i el francès també hi és molt utilitzat. La llengua principal és el crioll mauricià
El gener de 2012, el crioll mauricià serà introduït com idioma d'ensenyament en el sistema educatiu de primària. Per la primera vegada la llengua materna de la majoria de la població tendrà reconeixement oficial com a llengua.
A Maurici hi ha 6 llengües actualment vives, que són:
- Bhojpuri (o bopurí): 142.000 parlants a Maurici
- Anglès: 3.500 parlants a Maurici
- Francès: 40.000 parlants a Maurici
- Crioll Mauricià: 826.200 parlants a Maurici. També se l'anomena crioll de Maurici.
- Tàmil: 3.600 parlants a Maurici
- Urdú: 1.800 parlants a Maurici
- xinès: 8.700 parlants a Maurici

Altres llengües que es parlen a Maurici a causa de la immigració recent són:
- Panjabi oriental: 26.000 parlants
- Guajarati: 3.336 parlants
- Hakka (xinès): 35.000 parlants
- Mandarí (xinès)
- Marathi:11.787 parlants
- Telugu:10.675 parlants
- Yue (xinès)

## Fauna i flora

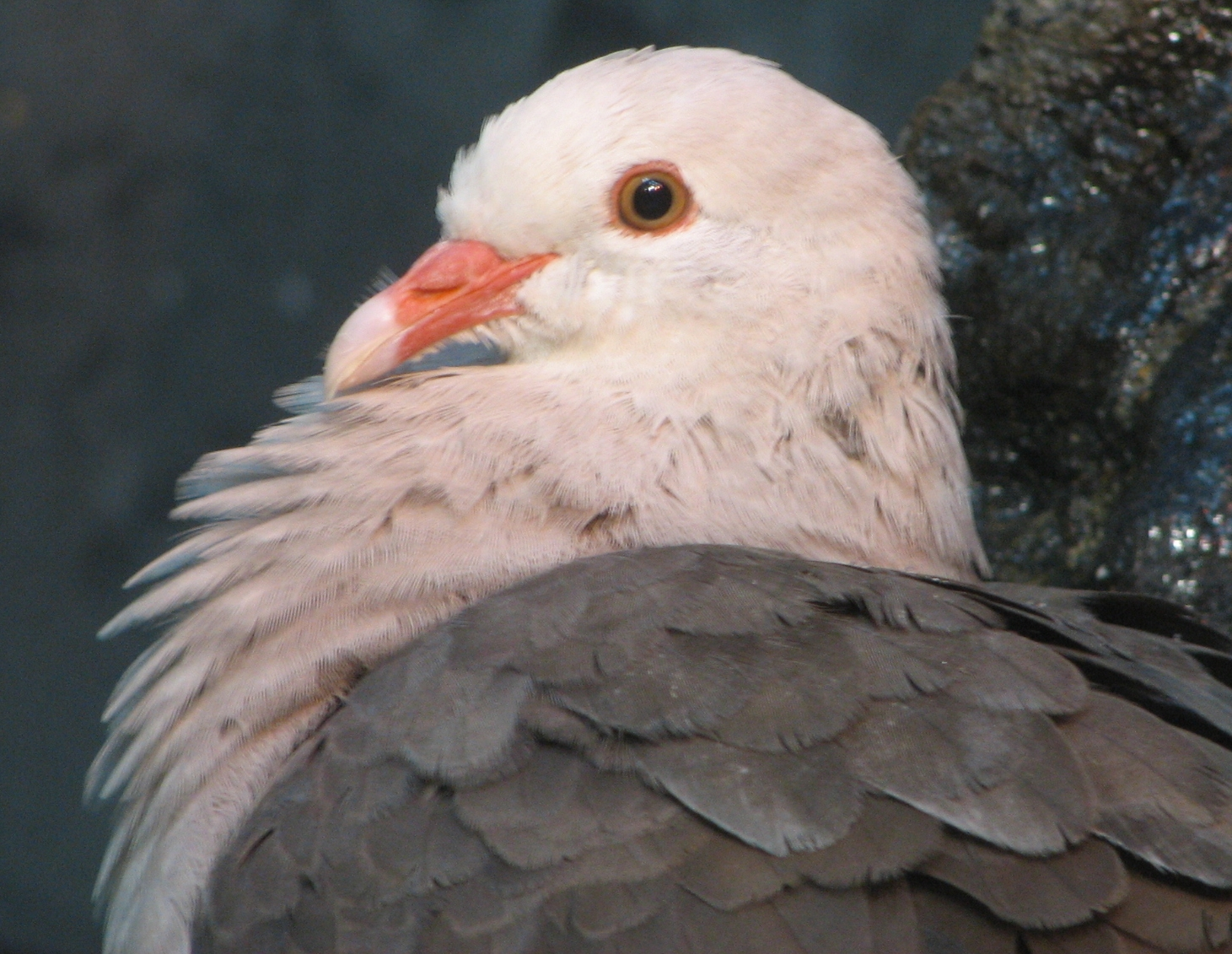
El Colom Rosa

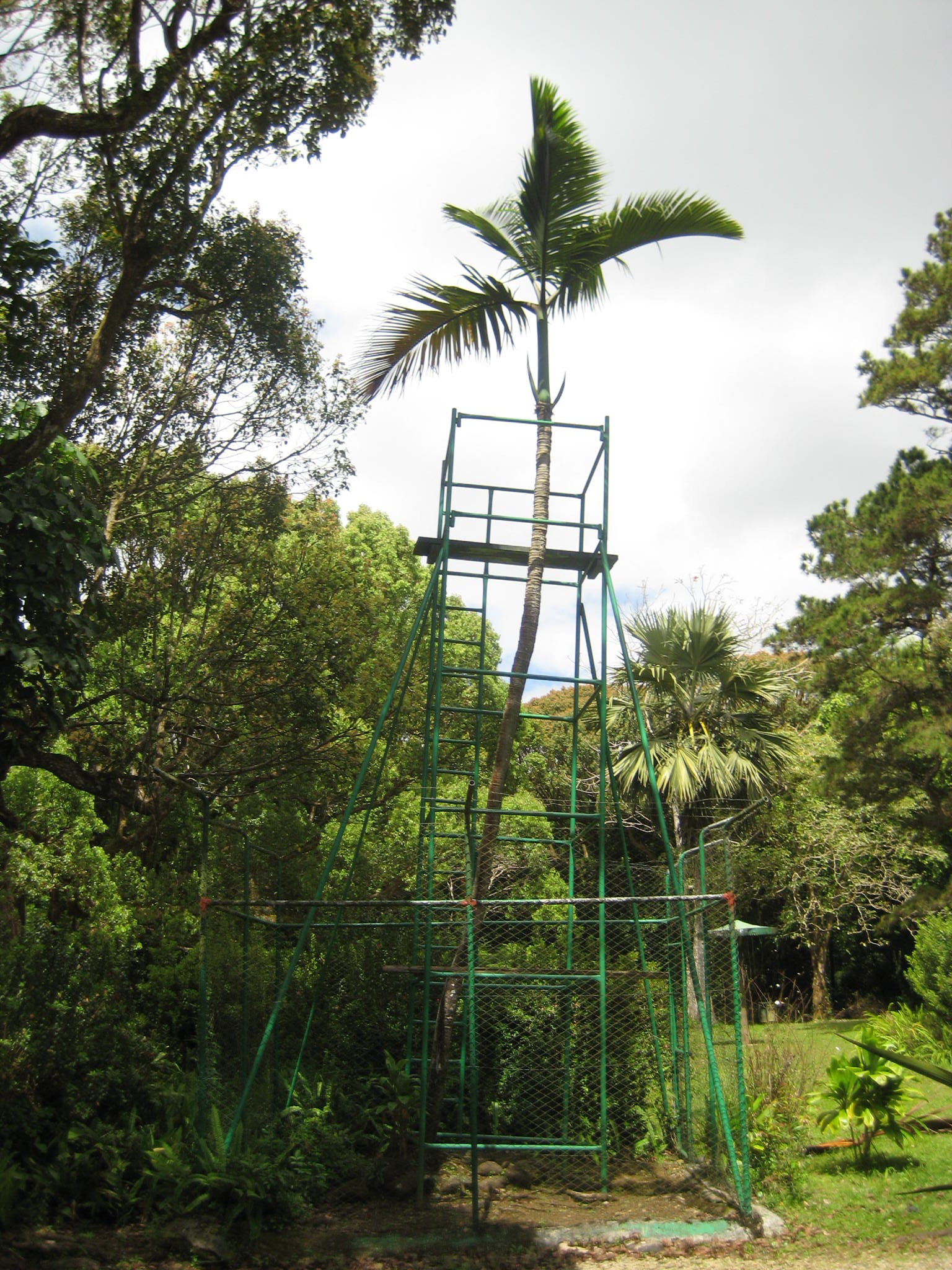
Hyophorbe amaricaulis

L'illa Maurici, com integrant de l'arxipèlag Mascarenyes, comparteix amb les altres illes l'ecoregió terrestre anomenada Forests de Mascarenyes. Entre els aspectes destacats de l'ecoregió, la fauna i la flora, destaca el dodo, ocell molt popular avui ja extingit. Avui encara, existeix una gran varietat d'espècies endèmiques a l'illa. La majoria són espècies amenaçades d'extinció. Els més coneguts són: el colom rosat, el xoriguer de l'illa de Maurici i la cotorra de Maurici.
Per la seva ubicació geogràfica aïllada, allunyada de les grans masses de terra, Maurici no té mamífers terrestres endèmiques. Els únics mamífers que van fer el seu camí a l'illa són els ratpenats i mamífers marins.
Nombroses espècies de palmeres i tortugues són autòctones de l'illa. Moltes plantes endèmiques estan a punt de l'extinció, com per exemple el Hyophorbe amaricaulis amb només un únic exemplar supervivent avui.
El clima ha permès la proliferació d'una abundant vegetació i de barreres de corall al mar. Maurici té una diversitat de corals rics, amb un total de 159 corals durs en 43 gèneres.

### Accident petrolífer
Un accident de greus conseqüències ambientals va succeir durant l'estiu de 2020.
El 25 de juliol de 2020, el petrolier MV Wakashio va encallar un escull de corall a l'illa de l'oceà Índic i la seva tripulació va ser evacuada. Les fuites del buc van començar a abocar tones de combustible a les aigües circumdants. En vista de la manca de capacitat del govern Mauricià, el primer ministre Pravind Jugnauth, va declarar el vuit d'agost l'estat d'emergència. A continuació va demanar ajuda a França, que va acceptar a donar-n'hi.
Maurici acull esculls de corall de renom mundial i el dany ecològic i econòmic es presumeix important.